# Huang Zhihong
Huang Zhihong (黃志紅T, 黄志红S, Huáng ZhìhóngP; Lanxi, 7 maggio 1965) è un'ex pesista cinese.
In carriera ha vinto due titoli mondiali nel 1991 e nel 1993.

## Palmarès
| Anno | Manifestazione      | Sede         | Evento         | Risultato | Misura  | Note |
| ---- | ------------------- | ------------ | -------------- | --------- | ------- | ---- |
| 1986 | Giochi asiatici     | Seul         | Getto del peso | Oro       | 17,51 m |      |
| 1987 | Mondiali            | Roma         | Getto del peso | 11ª       | 19,35 m |      |
| 1988 | Olimpiadi           | Seul         | Getto del peso | 8ª        | 19,82 m |      |
| 1989 | Mondiali indoor     | Budapest     | Getto del peso | Argento   | 20,25 m |      |
| 1989 | Campionati asiatici | Nuova Delhi  | Getto del peso | Oro       | 19,69 m |      |
| 1990 | Giochi asiatici     | Pechino      | Getto del peso | Argento   | 20,46 m |      |
| 1991 | Mondiali indoor     | Siviglia     | Getto del peso | Argento   | 20,33 m |      |
| 1991 | Campionati asiatici | Kuala Lumpur | Getto del peso | Oro       | 17,51 m |      |
| 1991 | Mondiali            | Tokyo        | Getto del peso | Oro       | 20,83 m |      |
| 1992 | Olimpiadi           | Barcellona   | Getto del peso | Argento   | 20,47 m |      |
| 1993 | Mondiali            | Stoccarda    | Getto del peso | Oro       | 20,57 m |      |
| 1995 | Mondiali            | Göteborg     | Getto del peso | Argento   | 20,04 m |      |
| 1997 | Mondiali indoor     | Parigi       | Getto del peso | 5ª        | 18,67 m |      |
| 1997 | Mondiali            | Atene        | Getto del peso | 4ª        | 19,15 m |      |